# Lepidochrysops brinkmani
Lepidochrysops brinkmani är en fjärilsart som beskrevs av Heath. Lepidochrysops brinkmani ingår i släktet Lepidochrysops och familjen juvelvingar. Inga underarter finns listade i Catalogue of Life.